# North Tripura
North Tripura är ett distrikt i Indien.   Det ligger i delstaten Tripura, i den östra delen av landet, 1 600 km öster om huvudstaden New Delhi. Antalet invånare är 693 947.
Följande samhällen finns i North Tripura:
- Dharmanagar
- Kailāshahar